# Heroldsberg
Heroldsberg est une commune de Bavière (Allemagne), située dans l'arrondissement d'Erlangen-Höchstadt, dans le district de Moyenne-Franconie.

## Économie
La société Stabilo International a son siège social dans la commune.